# Stazione di Bovalino
La stazione di Bovalino è una stazione ferroviaria posta sulla ferrovia Jonica. Serve il centro abitato di Bovalino.